# Radovan Biegl
Radovan Biegl (* 13. května 1969, Hradec Králové) je československý a český hokejový brankář.

## Hráčská kariéra
Je odchovancem hokejové klubu v Hradci Králové. Poprvé stál na bruslích ve čtyřech letech díky otci, který byl hokejovým trenérem. Do branky se postavil v šesti letech. Do konkurenčních Pardubic přestoupil v roce 1985 (ve věku 16 let), základní vojenskou službu prožil v jihlavské Dukle. V roce 1987 se dostal do týmu reprezentace hráčů do 18 let, reprezentoval na Mistrovství Evropy. Do nejvyšší soutěže vstoupil v sezóně 1987/1988 v dresu Pardubic, kde dělal náhradníka Dominiku Haškovi.
V Pardubicích zůstal do konce sezóny 1995/1996, k úspěchům patřilo druhé místo v sezóně 1993/1994. Oceněním jeho výkonů byla cena pro nejlepšího brankáře sezóny. Po přestupu do Třince se tým ve dvou sezónách po sobě dostal na medailové příčky, v sezóně 1997/1998 na druhé a rok poté třetí místo. Vydržel zde tři roky.
V následující sezóně 1999/2000 přestoupil do zahraničí, ke slovenským sousedům. Angažmá získal ve Slovanu Bratislava, zde také získal svůj jediný mistrovský titul. Hned v následující sezóně hrál za HC Femax Havířov, opět zde pobyl jeden rok. Poté přestoupil na Vsetín, v průběhu třetí sezóny díky výluce v NHL kryl záda Romanovi Čechmánkovi, moc příležitosti v bráně nedostal, využil proto nabídku Třince, kam v druhé polovině sezóny přestoupil. Odchytal zde další sezónu a půl, poté následoval přestup do první ligy, do HK Jestřábi Prostějov. V sezóně 2007/2008 vystřídal čtyři kluby - začal ji v HK Jestřábi Prostějov, pokračoval přes HC Draci Šumperk (tým první ligy) a SC Kolínští Kozlové (tým druhé ligy) a dokončil ji v extraligovém týmu HC RI Okna Zlín. Následovala zde ještě jedna sezóna, pak výměna do prvoligového týmu HC Vrchlabí a dočasný konec kariéry.
V reprezentaci odehrál šest zápasů, v roce 1994 byl účastníkem Mistrovství světa v Itálii, kde tým obsadil 7. místo.
Hrál za HC Trutnov krajský hokejový přebor Královéhradeckého kraje, se kterým v sezoně 2013/2014 vyhrál titul a pomohl týmu HC Trutnov k postupu do 2. ligy. Hráčskou kariéru ukončil 27. března 2014 vítězným barážovým zápasem s HC Milevsko 2010, kdy se za stavu 9:0 nechal ve 3. třetině vystřídat.

## Ocenění a úspěchy
- 1994 ČHL - Nejlepší brankář
- 1994 ČHL - Nejvíce vychytaných nul
- 2000 SHL - All-Star Tým
- 2012 2.ČHL-sk.střed - Nejlepší průměr obdržených branek za zápas v playoff